# Basketball Bundesliga de 1992–93
A Temporada 1992–93 da Basketball Bundesliga foi a 27.ª edição da principal competição de basquetebol masculino na Alemanha. A equipe do TSV Bayer 04 Leverkusen conquistou seu décimo primeiro título nacional sendo o quarto consecutivo.

## Equipes participantes
| Clube                   | Localização  |
| ----------------------- | ------------ |
| ALBA Berlin             | Berlim       |
| BG Ludwigsburg          | Ludwigsburgo |
| Brandt Hagen            | Hagen        |
| MTV 1846 Giessen        | Giessen      |
| TSV Bayer 04 Leverkusen | Leverkusen   |
| SG Bramsche/Osnabrück   | Bramsche     |
| SSV 1846 Ulm            | Ulm          |
| SV Tübingen             | Tubinga      |
| SV Tally Oberelchingen  | Elchingen    |
| SVD 49 Dortmund         | Dortmund     |
| TTL uniVersa Bamberg    | Bamberga     |
| TVG Basketball Trier    | Tréveris     |

## Classificação Fase Regular

### Norte
| Pos. | Clube                   | V  | D  | Pts      | Classificação |
| ---- | ----------------------- | -- | -- | -------- | ------------- |
| 1    | TSV Bayer 04 Leverkusen | 26 | 6  | 52:12:00 | Playoffs      |
| 2    | Alba Berlin             | 22 | 10 | 44:20:00 | Playoffs      |
| 3    | SG Bramsche/Osnabrück   | 16 | 16 | 32:32:00 | Playoffs      |
| 4    | SG FT/MTV Braunschweig  | 14 | 18 | 28:36:00 | Playoffs      |
| 5    | Brandt Hagen            | 12 | 20 | 00:40    | Playouts      |
| 6    | SVD 49 Dortmund         | 11 | 21 | 22:42    | Playouts      |

### Sul
| Pos. | Clube                  | V  | D  | Pts      | Classificação |
| ---- | ---------------------- | -- | -- | -------- | ------------- |
| 1    | TTL Basketball Bamberg | 20 | 12 | 40:24:00 | Playoffs      |
| 2    | SSV 1846 Ulm           | 19 | 13 | 38:26:00 | Playoffs      |
| 3    | BG Ludwigsburg         | 19 | 13 | 38:26:00 | Playoffs      |
| 4    | MTV 1846 Giessen       | 16 | 16 | 32:32:00 | Playoffs      |
| 5    | TV Germania Trier      | 14 | 18 | 02:36    | Playouts      |
| 6    | SV Tübingen            | 11 | 21 | 22:42    | Playouts      |

## Playoffs
|  | Quartas de final | Quartas de final        | Quartas de final |                        |   | Semifinais              | Semifinais | Semifinais |  |  | Final | Final                   | Final |
|  |                  |                         |                  |                        |   |                         |            |            |  |  |       |                         |       |
|  |                  |                         |                  |                        |   |                         |            |            |  |  |       |                         |       |
|  | N1               | TSV Bayer 04 Leverkusen | 2                |                        |   |                         |            |            |  |  |       |                         |       |
|  | S4               | MTV 1846 Giessen        | 0                |                        |   |                         |            |            |  |  |       |                         |       |
|  | S4               | MTV 1846 Giessen        | 0                |                        |   | TSV Bayer 04 Leverkusen | 3          |            |  |  |       |                         |       |
|  |                  |                         |                  |                        |   | TSV Bayer 04 Leverkusen | 3          |            |  |  |       |                         |       |
|  |                  |                         | SSV 1846 Ulm     | 0                      |   |                         |            |            |  |  |       |                         |       |
|  | S2               | SSV 1846 Ulm            | SSV 1846 Ulm     | 0                      | 2 |                         |            |            |  |  |       |                         |       |
|  | S2               | SSV 1846 Ulm            |                  |                        | 2 |                         |            |            |  |  |       |                         |       |
|  | N3               | SG Bramsche/Osnabrück   | 0                |                        |   |                         |            |            |  |  |       |                         |       |
|  |                  |                         |                  |                        |   |                         |            |            |  |  |       | TSV Bayer 04 Leverkusen | 3     |
|  |                  |                         |                  | TTL Basketball Bamberg | 1 |                         |            |            |  |  |       |                         |       |
|  | S1               | TTL Basketball Bamberg  | 2                |                        |   |                         |            |            |  |  |       |                         |       |
|  | N4               | SG FT/MTV Braunschweig  | 0                |                        |   |                         |            |            |  |  |       |                         |       |
|  | N4               | SG FT/MTV Braunschweig  | 0                |                        |   | TTL Basketball Bamberg  | 3          |            |  |  |       |                         |       |
|  |                  |                         |                  |                        |   | TTL Basketball Bamberg  | 3          |            |  |  |       |                         |       |
|  |                  |                         | BG Ludwigsburg   | 2                      |   |                         |            |            |  |  |       |                         |       |
|  | N2               | Alba Berlin             | BG Ludwigsburg   | 2                      | 0 |                         |            |            |  |  |       |                         |       |
|  | N2               | Alba Berlin             |                  |                        | 0 |                         |            |            |  |  |       |                         |       |
|  | S3               | BG Ludwigsburg          | 2                |                        |   |                         |            |            |  |  |       |                         |       |

## Campeões da Basketball Bundesliga (BBL) 1992–93
| Campeões da BBL 1992–93             |
| ----------------------------------- |
| TSV Bayer 04 Leverkusen 11.º título |

## Clubes alemães em competições europeias
| Clube                    | Competição         | Resultado                                                       |
| ------------------------ | ------------------ | --------------------------------------------------------------- |
| TSV Bayer 04 Leverkusen  | FIBA Euroliga      | Eliminado na Fase de Grupos (5º no Gr. B com 8v - 6d)           |
| SSV 1846 Ulm             | Copa Korać         | Eliminado na Ronda dos 64 por Verviers-Pepinster (82-106;96-92) |
| ALBA Berlim              | Copa Korać         | Eliminado na Ronda dos 32 por Elosúa León (51-91;88-89)         |
| TV Germania Trier        | Copa Korać         | Eliminado na Ronda dos 64 por Postojna (80-84;72-71)            |
| BG Stuttgart/Ludwigsburg | Copa Korać         | Eliminado na Ronda dos 32 por Oostende (88-82;72-82)            |
| TTL Basketball Bamberg   | FIBA Copa Europeia | Eliminado na Segunda Fase por Zaragoza (71-75;53-101)           |